# 130 детей
130 детей (исп. 130 Hermanos, дословно — «130 братьев») — чилийско-костариканский документальный фильм 2022 года, снятый Айнарой Апаричи (её режиссерский дебют) по сценарию Апаричи и Сусаны Кирос. В фильме изображена большая семья, изначально состоящая из 7 человек, в конце разросшаяся до 130 человек, воспитывающая 30–40 детей в каждом поколении, в то время как родители стареют.

## Синопсис
В Сан-Хосе, Коста-Рика, у Мельбы (65 лет) и Виктора (70 лет) постоянно растёт семья: за последние 40 лет у них родилось шесть биологических детей и появилось более 130 приёмных детей. Несмотря на преклонный возраст, пара продолжает справляться с трудностями воспитания большой семьи. Некоторые из их детей сейчас вступают на свой собственный путь взрослой жизни, в то время как новый ребёнок постепенно интегрируется в этот шумный дом. Несмотря на приключения и трудности, с которыми приходится сталкиваться такой большой семье, она продолжает расти и процветать.

## Предыстория
В 2010 году режиссёр Айнара Апаричи начала путешествовать по Латинской Америке; она прибыла в Коста-Рику и там встретила Мельбу, была впечатлена её историей и решила снять фильм.

## Выпуск
Премьера фильма «130 детей» состоялась 5 мая 2022 года в чилийских кинотеатрах.

## Кампания
«130 детей» также вдохновили команду на создание фонда и кампании под названием Acoger es, которая направлена на продвижение и популяризацию важности приёмных семей в Чили.